# Albert Réville (Theologe)

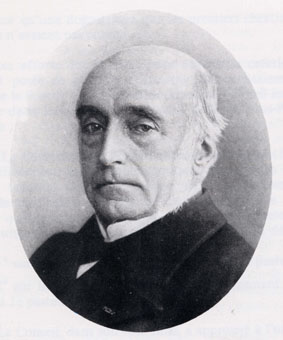
Albert Réville (1826–1906)

Albert Réville (geb. 3. November 1826 in Dieppe; gest. 25. Oktober 1906 in Paris) war ein französischer Religionswissenschaftler und Theologe aus der Bewegung des liberalen Protestantismus.

## Leben und Wirken
Réville, der Sohn eines reformierten Pfarrers, studierte ab 1844 an den Universitäten in Genf und Straßburg und erhielt seine erste Pfarrstelle in Luneray bei Dieppe. Ab 1851 war er Pastor an der calvinistischen Wallonischen Kirche (Waalse kerk / frz. Église wallonne) in Rotterdam. Er wurde 1862 an der Universität Leiden zum Dr. theol. promoviert und später in die Königlich Niederländische Akademie der Wissenschaften aufgenommen. 1873 gab er das Pfarramt auf und kehrte nach Dieppe zurück, wo er sich vor allem im politischen Leben engagierte.
1880 wurde Réville als Professor auf den 1879 eingerichteten ersten Lehrstuhl für Religionsgeschichte am Collège de France berufen. Er war nach der Gründung der Religionswissenschaftlichen Abteilung (section) der École des hautes études im Jahr 1886 deren erster Präsident.
Für die Reihe Histoire des religions (Paris, Librairie Fischbacher) steuerte Albert Réville thematisch sehr verschiedene Bände bei: über die Religionen der „Nichtzivilisierten“ („peuples non-civilisés“), der Chinesen und der alten Religionen von Mexiko and Peru. Die Zeitschrift Revue de l’Histoire des Religions wurde 1880 gegründet. Er schrieb verschiedene Artikel für die Revue des Deux Mondes, beispielsweise den über den Teufel.
Réville hielt 1884 die Hibbert Lectures. 1885 wurde er in die Ehrenlegion aufgenommen. Sein Sohn Jean Réville (1854–1908) wurde ebenfalls Theologe und sein Nachfolger auf dem Lehrstuhl am Collège de France; sein Sohn Marc Réville (1863–1920) Rechtsanwalt und Abgeordneter in der Nationalversammlung.

## Publikationen (Auswahl)
- Essais de critique religieuse. Paris 1860 (Digitalisat)
- Prolégomènes de l’histoire des religions. 4. éd. 1886 (Digitalisat)
- Les religions des peuples non-civilisés. Paris, Fischbacher, 1883 (Histoire des religions; I). 2 Bde. (Digitalisat I, II)
- Théodore Parker, sa vie et ses oeuvres. Un chapitre de l’abolition de l’esclavage
- Nous maintiendrons : lettre au Dr. A. Pierson a l’occasion de ses adieux a sa dernière église (Arnhem 1865). Amsterdam, ED. de la Bibliothèque Wallonne 1996, 1st ed. – (Recherches Wallonnes et Huguenotes; II)
- Jésus de Nazareth. Etudes critiques sur les antécédents de l’histoire évangélique et la vie de Jésus.  Tome premier. Paris, Lib. Fischbacher, 1897
- Lectures on the origin and growth of religion as illustrated by the Native Religions of Mexico and Peru.  Delivered at Oxford and London, in April and may, 1884. translated by Ph. Wicksteed. London., Williams & Norgate. 1884 (Digitalisat)
- History of the Dogma of the Deity of Jesus Christ. 1878
- La Religion Chinoise (= Histoire des religions III) 1 Band in 2 Teilen. Paris, Fischbacher, 1889
- Un nouveau système de philosophie Allemande. In: Revue des Deux Mondes. XLIVe Année. Troisème Période. Tome Cinquiqème. Bureau De La Revue Des Deux Mondes, Paris 1874
- Histoire du diable : ses origines, sa grandeur et sa décadence. Straßburg 1870 (Digitalisat)
- Les Religions du Mexique, de l’Amérique centrale et du Pérou. Paris, Fischbacher, 1885 (Digitalisat)